# Tvärmyrtjärnen
Tvärmyrtjärnen är en sjö i Örnsköldsviks kommun i Ångermanland och ingår i Moälvens huvudavrinningsområde. Sjön har en area på 0,141 kvadratkilometer och ligger 499,3 meter över havet. Sjön avvattnas av vattendraget Solbergsån.

## Delavrinningsområde
Tvärmyrtjärnen ingår i det delavrinningsområde (708195-158316) som SMHI kallar för Inloppet i Gafselsjön. Medelhöjden är 418 meter över havet och ytan är 34,4 kvadratkilometer. Det finns inga avrinningsområden uppströms utan avrinningsområdet är högsta punkten. Solbergsån som avvattnar avrinningsområdet har biflödesordning 2, vilket innebär att vattnet flödar genom totalt 2 vattendrag innan det når havet efter 112 kilometer. Avrinningsområdet består mestadels av skog (70 procent) och sankmarker (19 procent). Avrinningsområdet har 0,34 kvadratkilometer vattenytor vilket ger det en sjöprocent på 1 procent.